# Battlefield V
Pour les articles homonymes, voir BFV.
Battlefield V (BFV) est un jeu vidéo de tir à la première personne développé par DICE et édité par Electronic Arts, sorti le 20 novembre 2018 sur PlayStation 4, Xbox One et Microsoft Windows. Ce douzième opus de la série se déroule dans le contexte de la Seconde Guerre mondiale, revenant aux origines de la série.

## Système de jeu

### Généralités
Semblable aux opus précédents, Battlefield V est un jeu de tir à la première personne se basant sur le travail d'équipe. Le jeu se déroule dans la période de la Seconde Guerre mondiale et est inspiré par des événements historiques. 
Environnements destructibles et personnalisation d’armes, caractéristiques présentes dans les opus précédents, sont de retour dans Battlefield V et sont plus dynamiques et variées.
Les joueurs peuvent également prendre part à des batailles multijoueur massives pouvant accueillir jusqu'à 64 joueurs.

### Campagne
La campagne de Battlefield V, nommée « Récits de Guerre », reprend le même système que celle de Battlefield 1. En effet, les développeurs ont annoncé que le joueur ne jouera pas une campagne linéaire avec un seul personnage comme ce fut le cas dans les opus précédents mais une multitude de personnages de différentes factions.
Trois d'entre elles sont disponibles au moment du lancement, suivi d'une autre en décembre 2018 :
- « Nordlys » reprend le point de vue d'une résistante norvégienne prenant part à la bataille de l'eau lourde ;
- « Tirailleur » raconte l'histoire d'un tirailleur sénégalais lors du débarquement de Provence ;
- « Sous aucun drapeau » met le joueur dans la peau de Billy Bridger, un voleur de banque et expert en explosifs appelé par le Special Boat Service (SBS) pour prendre part à l'opération Albumen ;
- « Le dernier Tigre » décrit le combat d'un équipage de char allemand Tigre au cours de la poche de la Ruhr dans les derniers jours de la guerre.

### Multijoueur
L'un des changements concernant le multijoueur est la suppression du service Battlefield Premium, service payant disponible depuis Battlefield 3. Les développeurs expliquent cette disparition par la volonté d'écoute de la communauté de joueurs. Les escouades sont également modifiées, revenant à 4 joueurs comme ce fut le cas jusqu'à Battlefield 3.

#### Les classes
Les 4 classes qui sont présentes en multijoueur sont les mêmes que celles présentes dans l'opus précédent :
- La classe assaut, spécialisée dans la destruction de véhicules ;
- La classe médecin, spécialiste des soins et des réanimations ;
- La classe soutien, spécialiste de la réparation et du ravitaillement ;
- La classe éclaireur, spécialiste de la reconnaissance.

#### Les armes disponibles
Les armes disponibles à la sortie du jeu sont réparties dans différentes catégories,,:
- Fusils d'assaut : StG 44, Sturmgewehr 1-5, M1907 SF
- Fusils semi-automatique : Selbstlader 1916, Gewehr 43, Gewehr 1-5, Carabine M1A1, Turner SMLE, M1 Garand, Ag m/42, Modèle 1944, Tromboncino M28, Karabin 1938m
- Mitrailleuse légère : MG42, MG 34, Bren, Lewis, FG-42, KE7, M1919A6, Madsen, VGO, M1922, S2-200, PK M26, Type 97, Type 11
- Arme de poing : M1911, Luger P08, Walther P38, Revolver Mk VI, Ruby, FP-45 Liberator, Repetierpistole M1912, Model 27, Nambu Type 94
- Pistolet-mitrailleur : Thompson, MP 40, Sten, Ribeyrolles 1918, ERMA EMP-35, Lanchester Mk 1/1, Suomi KP/-31, MP28, MP34, M1935 PG, P08 Artillery Luger, M3 Grease Gun, Nambu Type 2A, ZK-383, MAB 38, Carabine M2, Type 100
- Fusil de sniper : Lee–Enfield No.4 Mk I, Kar98k, Remington Model 8, ZH-29, RSC, Krag-Jørgensen, Gewehr M95/30, Jungle Carabine, Panzerbüchse 39, Fusil antichar Boys, Carabine C96 de Tranchée, Arisaka Type 99, Selbstlader 1906, Mk III, Carabine De Lisle
- Fusil à pompe : M1897 Trench Gun, M30 Drilling, 12g Automatic, Sjögren Inertial, Model 37
- Armes de corps à corps : Couteau de combat, Batte de cricket, Hache, Hachette, Katana , Kukri, Matraque, Pelle, Pioche, Couteau d'éclaireur, Couteau de Solveig, Batte de baseball
- Lance-roquettes : Panzerschreck, Panzerfaust, PIAT, Fliegerfaust, Bazooka
- Équipements : Marteau, Dynamite collante, Lance-grenades type fumigène et explosif, Lance-Flamme, Caisse de munition, Sac de munition, Pistolet lance-fusée, Lunette de reconnaissance M49, Caisse médicale, Sac médical, Mine bondissante S 35, Leurre, Balise de réapparition, Sturmpistole,Teller mine, Mine Lunge
- Grenade : Grenade fumigène M18, Grenade à fragmentation No. 36, Grenade incendiaire spéciale n°76, Sticky bomb, Geballte Ladung, Grenade à impact No. 69, Couteau de lancer

#### Les véhicules
Plusieurs véhicules sont disponibles, terrestres et aériens :
- Chars : Tigre 1, Sturmgeschütz IV, Churchill, Churchill Gun Carrier, Tigre 2, Panzer IV, Cromwell, Churchill Crocodile, Valentine AA Mk I, Valentine Mk VIII, Panzer 38(t), Flakpanzer IV, Staghound T17E1, Sturmtiger, Type 97, Type 2 Ka-Mi, M4 Sherman, LVT, Archer
- Véhicules aériens : Bf 109, Junkers Ju 87, Junkers Ju 88, Spitfire, Bristol Blenheim, Mosquito F Mk II, Mosquito Mk IV, V1, JB-2, F4U Corsair, Chasseurs Zero
- Véhicules légers : AEC voiture blindée, Opel Blitz, Kübelwagen, T48 Gun Motor Carriage, SdKfz 251, Universal Carrier, Autochenille M3, SdKfz 2, Jeep MB, Automobile Type 95
- Armes fixes : Flak 38, PaK 40, QF 6 pdr, Mitrailleuse lourde Vickers, MG34 (Trépier), 40mm Antiaérien, Type 10

#### Modes de jeu multijoueur
- Conquête
- Percée
- Match à mort
- Ligne de front
- Domination
- Grandes opérations

##### Mode «Battle royale»
Lors de l'E3 2018, l'éditeur de la série annonce officiellement que Battlefield V possédera un mode « Battle royale », mode de jeu popularisé par les jeux PUBG et Fortnite.

##### Autres modes de jeu
DICE annonce que le mode « Ligne de Front », mode de jeu créé sur Battlefield 1, sera également présent sur BFV, le mode ayant beaucoup plu à la communauté. Le mode conquête subira quelques modifications pour redevenir comme il fut dans les opus précédant Battlefield 1.

##### Mode coopératif
Le mode coopératif fait son retour dans Battlefield V, une première depuis Battlefield 3, et est jouable jusqu'à 4 joueurs.

## Développement

### Histoire
La première bande-annonce du jeu est dévoilée le 23 mai 2018. 
Une deuxième bande-annonce est dévoilée lors de l'E3 2018. Cette dernière est spécialement consacrée au mode multijoueur.

### Bêta
En même temps que la révélation de la bande-annonce du jeu, une bêta est annoncée par les développeurs sans pour autant donner une date précise. La bêta sera accessible pour tous les joueurs ayant précommandé le jeu.

## Accueil
- Canard PC : 7/10[13]
- Jeuxvideo.com : 17/20[14]
- Gamekult : 8/10[15]
- Score Metacritic : 81[16]

## Polémiques
Lors de la révélation de la bande-annonce du jeu le 23 mai 2018 une polémique naît : certaines personnes reprochant aux développeurs de mettre en avant une femme avec une prothèse pour remplacer son bras gauche alors que les femmes n'auraient pas combattu sur le front de l'ouest durant la Seconde Guerre Mondiale. D'autres expliquent alors que les femmes ont combattu au front, notamment dans l'Armée rouge, prenant l'exemple de Lioudmila Pavlitchenko (tout en sachant que le jeu ne commencera qu'avec des Anglais et des Allemands). Le cas d'un soldat avec un katana dans le dos a aussi fait réagir pour son manque de sérieux.
Le jeu a aussi suscité une polémique pendant sa phase de Bêta ouverte au public, pendant laquelle certains joueurs ont été choqués de voir que les mots tels que « White man », « Jew », « Nazi », « DLC » et « Titanfall » sont censurés dans le tchat textuel.